# اوتووشکونیی
اوتووشکونیی (به مجاری: Ötvöskónyi) یک شهرداری در مجارستان است که در ناحیه نادی‌آتاد واقع شده‌است. اوتووشکونیی ۲۷٫۷۱ کیلومتر مربع مساحت و ۹۲۱ نفر جمعیت دارد.